# Juan Macías
João Macías (em castelhano:  Juan Macías) foi um missionário dominicano e um dos grandes evangelizadores do Peru; foi canonizado em 1975.

## Biografia
Seu nome de nascença era Juan de Arcas Sanchez e ele era filho de Pedro de Arcas e Juana Sánchez. Órfão aos quatro anos de idade, ele foi criado por um tio, que ensinou-lhe a profissão de pastor. Não se sabe porque ele trocou de nome.
Com 25 anos de idade, ele começou a trabalhar para um rico comerciante que ofereceu-lhe a oportunidade de viajar para a América do Sul. Ele visitou primeiro Cartagena, no Vice-Reino de Nova Granada, parando em Pasto e depois em Quito, no Equador, chegando finalmente no Peru, onde ele permaneceria até o fim da vida. Ele logo notou o trabalho da Ordem dos Pregadores na região e demonstrou um forte interesse em juntar-se a ela para servir a Deus. Em 23 de janeiro de 1622 ele finalmente tomou o hábito e juntou-se à ordem. Em 25 de janeiro de 1623, fez seus votos.
Juan morreu de causas naturais em 1645.

## Devoção
Uma procissão anual acontece todo terceiro domingo de novembro em Lima. Sua imagem, juntamente com a de São Martinho de Porres (seu amigo e contemporâneo) desfila pelas ruas para a veneração dos fiéis.

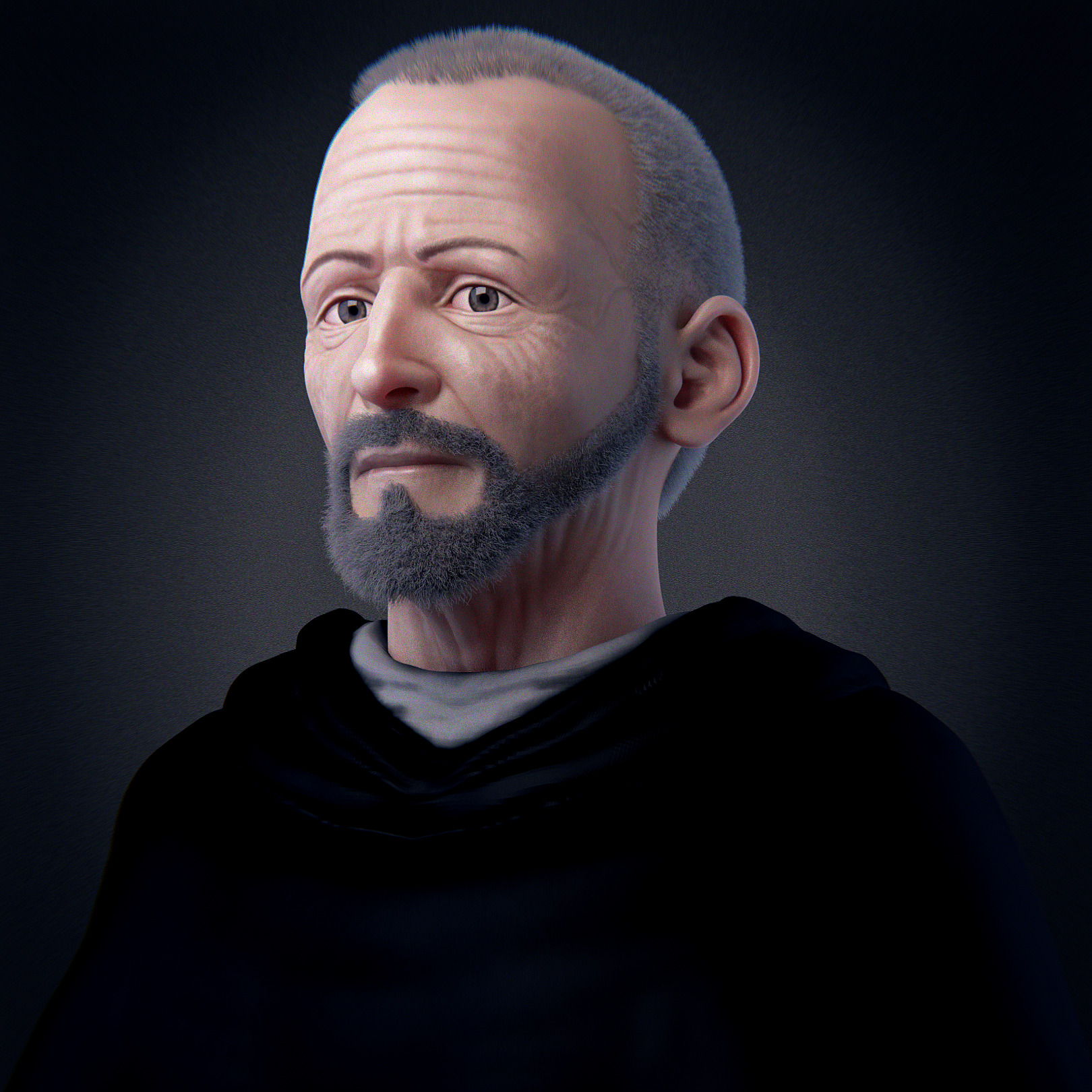
Reconstrução facial forense de Juan Macías

Diversos milagres foram atribuídos a ele, em vida e após a morte, o que levou à sua canonização. 